# Amphoraceras rothschildi
Amphoraceras rothschildi är en fjärilsart som beskrevs av George Thomas Bethune-Baker. Amphoraceras rothschildi ingår i släktet Amphoraceras och familjen nattflyn. Inga underarter finns listade i Catalogue of Life.